# Strádovský rybník
Strádovský rybník este o arie protejată (arie specială de conservare — SAC, sit de importanță comunitară — SCI) din Republica Cehă întinsă pe o suprafață de 3,8 ha, integral pe uscat.

## Localizare
Centrul sitului Strádovský rybník este situat la coordonatele 50°41′24″N 13°55′36″E / 50.69°N 13.926667°E.

## Înființare
Situl Strádovský rybník a fost declarat sit de importanță comunitară în aprilie 2005 pentru a proteja 1 specie de animale. Situl a fost protejat și ca arie specială de conservare în iunie 2017.

## Biodiversitate
Situată în ecoregiunea continentală, aria protejată nu include niciun habitat protejat.
La baza desemnării sitului se află o specie protejată de  amfibieni: buhai de baltă cu burta roșie (Bombina bombina).